# Hesketh
Pour les articles homonymes, voir Hesketh Racing et Hesketh (homonymie).
Hesketh est un constructeur de motos britannique basé à Easton Neston dans le Northamptonshire.

## Histoire

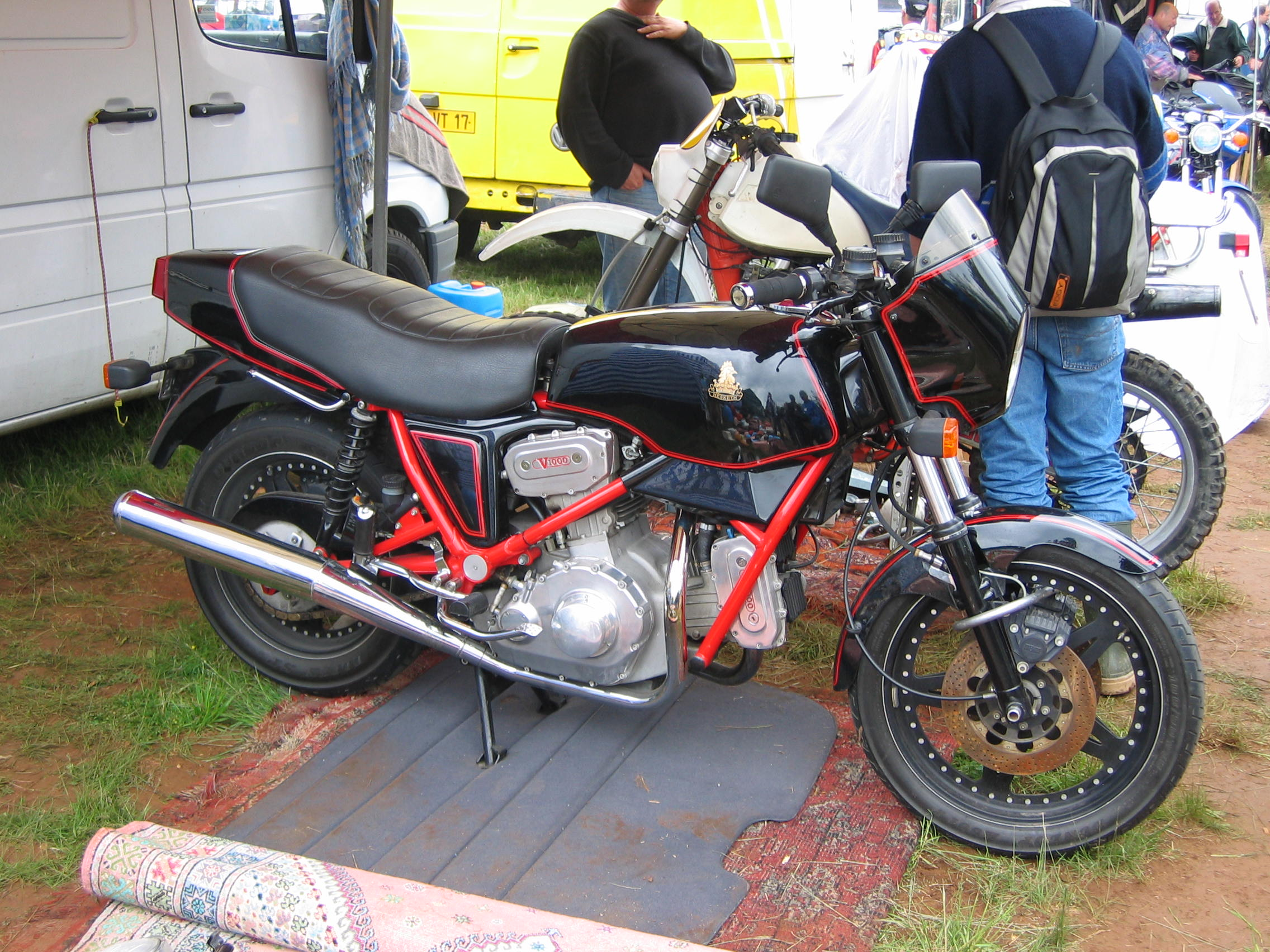
Une Hesketh 1000

Lord Alexander Hesketh est un riche héritier. Après avoir dirigé l'écurie de Formule 1 Hesketh Racing, il décide de créer sa propre moto. Les premiers tours de roue du prototype ont lieu en 1980. Initialement installée dans les écuries du château de la famille Hesketh, l'usine de production déménage à Daventry. À cause d'un manque d'argent conjugué à un essoufflement du marché britannique, la firme ne produit que 100 motos.

## Caractéristiques techniques
- moteur bicylindre en V à 90° de 992 cm³ de 86 chevaux et 230 km/h, gavé par
- deux carburateurs Amal.

cadre en treillis tubulaire.
- fourche Marzocchi.
- amortisseurs Girling.
- freinage par trois disques de 280 mm de diamètre ; étriers Brembo.